# Moševac
Moševac är ett samhälle i Bosnien och Hercegovina.   Det ligger i entiteten Federationen Bosnien och Hercegovina, i den centrala delen av landet, 90 km norr om huvudstaden Sarajevo. Moševac ligger 257 meter över havet och antalet invånare är 1 586.
Terrängen runt Moševac är lite kuperad. Runt Moševac är det ganska tätbefolkat, med 93 invånare per kvadratkilometer.. Närmaste större samhälle är Doboj, 15,4 km norr om Moševac. 
I omgivningarna runt Moševac växer i huvudsak lövfällande lövskog.